# Fascellina cydra
Fascellina cydra là một loài bướm đêm trong họ Geometridae.